# شيرلي غراهام دو بوا
شيرلي غراهام دو بوا (بالإنجليزية: Shirley Graham Du Bois)‏ هي كاتبة سير وكاتِبة وملحنة وكاتبة مسرحية أمريكية، ولدت في 11 نوفمبر 1896 في إنديانابوليس في الولايات المتحدة، وتوفيت في 27 مارس 1977 في بكين في الصين بسبب سرطان الثدي.

## وصلات خارجية
- شيرلي غراهام دو بوا على موقع مونزينجر (الألمانية)
- شيرلي غراهام دو بوا على موقع ميوزك برينز (الإنجليزية)